# William Sabatier
Pour l’article homonyme, voir William Sabatier (bandonéoniste).
Pour les articles homonymes, voir William Sabatier (homonymie).
William Sabatier est un acteur français, né le 22 mai 1923 à Gentilly (Val-de-Marne) et mort le 17 mars 2019 à Limoges (Haute-Vienne).
Ayant joué dans de nombreuses pièces de théâtre ou incarné divers rôles au cinéma et la télévision, il a aussi été très actif dans le doublage.
Il a notamment été la voix française fréquente de Richard Harris, Marlon Brando, Fred Thompson, Rod Steiger, Karl Malden et Charles Durning ou encore l'une des voix de Gene Hackman et John Wayne,.

## Biographie

### Jeunesse
William Jean Paul Sabatier est né le 22 mai 1923 à Gentilly dans le Val-de-Marne en région parisienne, il étudie au Conservatoire national supérieur d'art dramatique en 1949.

### Carrière
Il commence sa carrière en jouant dans de nombreuses pièces de théâtre puis il enchaîne divers rôles sur grand et petit écran.
En parallèle, très actif dans le doublage, il a notamment été la voix française fréquente de Richard Harris, Marlon Brando, Fred Thompson, Rod Steiger, Karl Malden et Charles Durning ou encore l'une des voix de Gene Hackman et John Wayne,.

### Mort
Il meurt le 17 mars 2019 à Limoges à l'âge de 95 ans.
Ses obsèques sont célébrées le 23 mars 2019 à Saint-Sulpice-les-Feuilles, suivies de l'inhumation dans la sépulture familiale.

## Théâtre
- 1948 : L'État de siège d'Albert Camus, mise en scène Jean-Louis Barrault, théâtre Marigny
- 1949 : La Tragédie du roi Richard II de William Shakespeare, mise en scène Jean Vilar, Festival d'Avignon
- 1949 : Le Cid de Corneille, mise en scène Jean Vilar, Festival d'Avignon
- 1949 : Le Bossu de Paul Féval et Anicet Bourgeois, mise en scène Jean-Louis Barrault, théâtre Marigny
- 1950 : Malatesta d'Henry de Montherlant, mise en scène Jean-Louis Barrault, théâtre Marigny
- 1951 : Dîner de têtes de Jacques Prévert, mise en scène Albert Médina, Fontaine des Quatre-Saisons
- 1951 : Lazare d'André Obey, mise en scène Jean-Louis Barrault, théâtre Marigny
- 1952 : Bacchus de Jean Cocteau, mise en scène Jean-Louis Barrault, théâtre des Célestins
- 1952 : Les Fous de Dieu de Friedrich Dürrenmatt, mise en scène Catherine Toth, théâtre des Noctambules
- 1955 : Orestie d'Eschyle, mise en scène Jean-Louis Barrault, Festival de Bordeaux, théâtre Marigny
- 1956 : Bérénice de Racine, mise en scène Jean-Louis Barrault, théâtre des Célestins
- 1956 : Amphitryon 38 de Jean Giraudoux, mise en scène Claude Sainval, Comédie des Champs-Élysées
- 1957 : Les Coréens de Michel Vinaver, mise en scène Jean-Marie Serreau, théâtre de l'Alliance française
- 1957 : Madame Sans-Gêne de Victorien Sardou, mise en scène Pierre Dux, théâtre Sarah Bernhardt
- 1958 : Les 3 Coups de minuit d'André Obey, mise en scène Pierre Dux, théâtre de l'Œuvre
- 1958 : La Tour d'ivoire de Robert Ardrey, mise en scène Jean Mercure, théâtre des Bouffes-Parisiens
- 1959 : Tête d'or de Paul Claudel, mise en scène Jean-Louis Barrault, Odéon-théâtre de France
- 1960 : Rhinocéros d'Eugène Ionesco, mise en scène Jean-Louis Barrault, Odéon-théâtre de France
- 1960 : Jules César de William Shakespeare, mise en scène Jean-Louis Barrault, Odéon-théâtre de France
- 1960 : Le Balcon de Jean Genet, mise en scène Peter Brook, théâtre du Gymnase
- 1961 : Rhinocéros d'Eugène Ionesco, mise en scène Jean-Louis Barrault, théâtre des Célestins, tournée
- 1961 : Amphitryon de Molière, mise en scène Jean-Louis Barrault, Odéon-théâtre de France
- 1962 : Orestie d'Eschyle, mise en scène Jean-Louis Barrault, Odéon-théâtre de France
- 1962 : Les Petits Renards de Lillian Hellman, mise en scène Pierre Mondy, théâtre Sarah-Bernhardt
- 1963 : Des clowns par milliers d'Herb Gardner, mise en scène Raymond Rouleau, théâtre du Gymnase
- 1963 : Les Passions contraires de Georges Soria, mise en scène Georges Vitaly, théâtre La Bruyère
- 1965 : La Provinciale d'Ivan Tourgueniev, mise en scène André Barsacq, Odéon-théâtre de France
- 1965 : Le Plus Heureux des trois d'Eugène Labiche, mise en scène Yves Gasc, théâtre des Mathurins
- 1966 : Henri VI de William Shakespeare, mise en scène Jean-Louis Barrault, Odéon-théâtre de France
- 1967 : Médée de Sénèque, mise en scène Jorge Lavelli, Festival d'Avignon
- 1968 : Désiré, de Sacha Guitry, mise en scène Pierre Dux, théâtre du Gymnase, théâtre du Palais-Royal
- 1969 : Le monde est ce qu'il est d'Alberto Moravia, mise en scène Pierre Franck, théâtre des Célestins, théâtre de l'Œuvre
- 1970 : Un jour dans la mort de Joe Egg de Peter Nichols, mise en scène Michel Fagadau, théâtre de la Gaîté-Montparnasse
- 1971 : Dumas le magnifique d'Alain Decaux, mise en scène Julien Bertheau théâtre du Palais-Royal
- 1972 : Rhinocéros d'Eugène Ionesco, mise en scène Guy Lauzin, théâtre des Célestins
- 1972 : Histoire d'un détective de Sidney Kingsley, mise en scène Jean Meyer, théâtre des Célestins
- 1972 : Un pape à New-York de John Guare, mise en scène Michel Fagadau, théâtre de la Gaîté-Montparnasse
- 1973 : Madame Sans Gêne de Victorien Sardou et Emile Moreau, mise en scène Michel Roux, théâtre de Paris
- 1976 : Un mois à la campagne de Ivan Tourgueniev, mise en scène Jean Meyer, théâtre des Célestins
- 1978 : La Cage aux folles de Jean Poiret, théâtre des Variétés
- 1982 : La Famille Leibovitch de Caroline Rochman, théâtre Tristan-Bernard
- 1987 : L'Affaire du courrier de Lyon d'Alain Decaux et Robert Hossein, mise en scène Robert Hossein, palais des congrès de Paris
- 1988 : La Liberté ou la Mort d'après Danton et Robespierre d'Alain Decaux, Stellio Lorenzi et Georges Soria, mise en scène Robert Hossein, palais des congrès de Paris

## Filmographie

### Cinéma
- 1951 : Casque d'Or de Jacques Becker : Roland Dupuis
- 1956 : Une tâche difficile de Jean Leduc (court métrage)
- 1959 : Des femmes disparaissent d'Édouard Molinaro : Carel
- 1960 : Les Canailles de Maurice Labro
- 1962 : Fumée, histoire et fantaisie d'Edouard Berne et François Villiers
- 1964 : Les Baisers de Bertrand Tavernier : Brois (segment Le Baiser de Judas)
- 1965 : Compartiment tueurs de Costa-Gavras : un commissaire (non crédité)
- 1966 : Roger La Honte (Trappola per l'assassino) de Riccardo Freda : l'avocat général
- 1971 : Une saison en enfer (Una stagione all'inferno) de Nelo Risi
- 1971 : La Part des lions de Jean Larriaga : le commissaire divisionnaire
- 1973 : Le Serpent d'Henri Verneuil : Mercadier
- 1973 : L'Affaire Crazy Capo de Patrick Jamain : le médecin légiste
- 1973 : L'Horloger de Saint-Paul de Bertrand Tavernier : l'avocat
- 1974 : Les Chinois à Paris de Jean Yanne
- 1975 : Section spéciale de Costa-Gavras
- 1975 : La Cage de Pierre Granier-Deferre : l'ami
- 1975 : Flic Story de Jacques Deray : Ange
- 1982 : Guy de Maupassant de Michel Drach : docteur Blanche
- 1984 : Mesrine d'André Génovès : Bouvier
- 1984 : Laisse béton de Serge Le Péron : le directeur de l'

### Télévision
- 1957 : En votre âme et conscience, épisode : Une femme honnête de Jean Prat
- 1957 : La caméra explore le temps, épisode : Marie Walewska de Stellio Lorenzi : Napoléon Bonaparte
- 1958 : La caméra explore le temps, épisode : Le Mystérieux Enlèvement Du Sénateur Clément De Ris : colonel Savary
- 1958 : La caméra explore le temps, épisode : L'Exécution du duc d'Enghien : Napoléon Bonaparte
- 1958 : La caméra explore le temps, épisode : L'Étrange Affaire Paul-Louis Courier : Symphorien Dubois
- 1959 : Britannicus : Burrhus, gouverneur de Néron
- 1959 : En votre âme et conscience, épisode : Les Frères Rorique ou l'Enigme des îles de Jean Prat
- 1960 : Le Roi de l'Ombre de Jean Loisy, mise en scène et réalisation de Jean Vernier : le roi Charles VI
- 1961 : La Reine Margot de René Lucot : Hannibal de Coconas
- 1963 : Le Chevalier de Maison-Rouge de Claude Barma
- 1963 : Une affaire de famille (Les Cinq Dernières Minutes no 29), de Jean-Pierre Marchand
- 1964 : La caméra explore le temps, épisode La Terreur et la Vertu : Danton - Robespierre de Stellio Lorenzi : Collot d'Herbois
- 1964 : Commandant X (épisode : Le Dossier cours d'assises de Jean-Paul Carrère)
- 1965 : Le train bleu s'arrête 13 fois de Michel Drach, épisode : Cannes : on ne gagne qu'une fois
- 1966 : Les Cinq Dernières Minutes, épisode La Rose de fer de Jean-Pierre Marchand
- 1966 : Corsaires et Flibustiers de Claude Barma (feuilleton télévisé)
- 1966 : Les Compagnons de Jéhu, épisode Le Piège de Michel Drach
- 1967 : Valmy
- 1968 : Au théâtre ce soir : Liberté provisoire de Michel Duran, mise en scène Robert Manuel, réalisation Pierre Sabbagh, théâtre Marigny
- 1970 : Tout spliques étaient les Borogoves de Daniel Le Comte
- 1971 : Quentin Durward de Gilles Grangier (Charles le Téméraire)
- 1971 : L'arrestation d'Arsène Lupin (Gournay-Martin)
- 1972 : Les Rois maudits de Claude Barma (Henri de Lancastre dit « Tors-col »)
- 1971-1973 : Schulmeister, espion de l'empereur de Jean-Pierre Decourt (Savary)
- 1972 : La Mort d'un champion téléfilm d'Abder Isker : Pierre Vauquelin
- 1972 : Au théâtre ce soir : Histoire d'un détective de Sidney Kingsley, mise en scène Jean Meyer, réalisation Pierre Sabbagh, théâtre Marigny
- 1974 : Au théâtre ce soir : Madame Sans Gêne de Victorien Sardou et Émile Moreau, mise en scène Michel Roux, réalisation Georges Folgoas, théâtre Marigny
- 1974 : Entre toutes les femmes de Maurice Cazeneuve
- 1974 :  Aux frontières du possible  : épisode : Meurtres à distance de Claude Boissol
- 1974 : La Passagère, d'Abder Isker : Inspecteur Vauquelin
- 1975 : Messieurs les jurés : L'Affaire Marquet de Serge Witta
- 1976 : Le Berger des abeilles de Jean-Paul Le Chanois : Capatas, le « berger des abeilles »
- 1976 : Au théâtre ce soir : Un mois à la campagne d'Ivan Tourgueniev, mise en scène Jean Meyer, réalisation Pierre Sabbagh, théâtre Édouard-VII
- 1977 : Au théâtre ce soir : Monsieur chasse ! de Georges Feydeau, mise en scène Alain Feydeau, réalisation Pierre Sabbagh, théâtre Marigny
- 1977 : Au théâtre ce soir : Football de Pol Quentin et Georges Bellak, mise en scène Michel Fagadau, réalisation Pierre Sabbagh, théâtre Marigny
- 1977 : Dossier danger immédiat (Épisode "L'affaire Martine Desclos") de Claude Barma
- 1978 : Commissaire Moulin de François Dupont-Midy, Intox
- 1978 : Émile Zola ou la Conscience humaine, de Stellio Lorenzi : Jean Jaurès
- 1978 : Les Pavés du ciel d'Albert Husson, mise en scène Claude Nicot, réalisation Pierre Sabbagh, théâtre Marigny
- 1979 : Au théâtre ce soir : La terre est basse d'Alfred Adam, mise en scène de l'auteur, réalisation Pierre Sabbagh, théâtre Marigny
- 1982 : Julien Fontanes, magistrat de François Dupont-Midy, épisode : Une fine lame
- 1983 : Quelques hommes de bonne volonté (mini-série TV) réal. François Villiers
- 1984 : Au théâtre ce soir : La Vie sentimentale de Louis Velle, mise en scène par Maurice Ducasse, réalisation Pierre Sabbagh, théâtre Marigny
- 1984 : Vive la crise : Gérard Taillard, président de l'association des banques françaises

## Doublage
Note : Les dates inscrites en italique correspondent aux sorties initiales des films dont William Sabatier a assuré le redoublage, voire le doublage tardif.

### Cinéma

#### Films
- Rod Steiger dans :
  - Le Sergent (1968) : le sergent-chef Albert Callan
  - Waterloo (1970) : Napoléon Ier
  - Les Derniers Jours de Mussolini (1974) : Benito Mussolini
  - Avec les compliments de Charlie (1979) : Joe Bomposa
  - Le Lion du désert (1980) : Benito Mussolini
  - Une folle équipée (1996) : M. Hammerman
  - Incognito (1997) : Milton A. Donovan
  - Hurricane Carter (1999) : le juge Sarokin
  - La Fin des temps (1999) : le père Kovac
  - La Tête dans le carton à chapeaux (1999) : le juge Louis Mead
- Richard Harris dans :
  - Un homme nommé cheval (1970) : John Morgan / Horse
  - Cromwell (1970) : Olivier Cromwell
  - Le Convoi sauvage (1971) : Zachary Bass
  - Terreur sur le Britannic (1974) : lieutenant commandant Anthony Fallon
  - Orca (1977) : capitaine Nolan
  - Le Pont de Cassandra (1977) : Dr Jonathan Chamberlain
  - Les Oies sauvages (1978) : le capitaine Rafer Janders
  - Jeux de guerre (1992) : Paddy O'Neill
- Marlon Brando dans :
  - La Poursuite impitoyable (1966) : Calder
  - Reflets dans un œil d'or (1968) : major Weldon Penderton
  - Apocalypse Now (1979) : colonel Walter Kurtz (1er doublage)
  - Premiers Pas dans la mafia (1990) : Carmine Sabatini
  - Christophe Colomb : La Découverte (1992) : Tomás de Torquemada
  - The Brave (1996) : McCarthy
  - Free Money (1998)[n 2] : le Suédois
- Karl Malden dans :
  - L'Ange de la violence (1962) : Ralph Willart
  - La mort frappe trois fois (1964) : sergent Jim Hobbson
  - Les Cheyennes (1964) : capitaine Oskar Wessels
  - Chauds, les millions (1968) : Carlton J. Klemper
  - Patton (1970) : général Omar Bradley
  - Le Chat à neuf queues (1971) : Franco Arno
- Charles Durning dans :
  - Un après-midi de chien (1975) : Moretti
  - La Cage aux poules (1982) : le gouverneur
  - Second Chance (1983) : Charlie
  - Dick Tracy (1990) : chef Brandon
  - Le Grand Saut (1994) : Waring Hudsucker
  - O'Brother (2000) : Pappy O'Daniel
- Jim Backus dans :
  - Viva Las Vegas (1956) : Tom Culdane
  - Un dimanche à New York (1963) : le chef-pilote Drysdale
  - La Revanche du Sicilien (1963) : Louis Murphy
  - Le Bataillon des lâches (1964) : le général Willoughby
  - Comment réussir en amour sans se fatiguer (1967) : lui-même
- Gene Hackman dans :
  - L'Épouvantail (1973) : Max
  - La Fugue (1975) : Harry Moseby
  - La Chevauchée sauvage (1975) : Sam Clayton
  - Le Seul Témoin (1990) : Robert Caulfield
- Fred Thompson dans :
  - Les Maîtres de l'ombre (1989) : le major-général Melrose Hayden Barry
  - À la poursuite d'Octobre rouge (1990) : amiral Joshua Painter
  - 58 Minutes pour vivre (1990) : Ed Trudeau
  - Cœur de tonnerre (1991) : William Dawes
- John Wayne dans :
  - Les Sacrifiés (1945) : lieutenant "Rusty" Ryan
  - L'aigle vole au soleil (1957) : commandant Frank W. « Spig » Wead
  - La Conquête de l'Ouest (1962) : général Sherman
- Massimo Serato dans :
  - Le Cid (1961) : Fãnez
  - Le Colosse de Rome (1964) : Tarquin
  - Hélène, reine de Troie (1964) : Toutmès, le conseiller de Ramsès
- Eddie Albert dans :
  - L'Inconnu du gang des jeux (1962) : Clint Morgan
  - Frontière chinoise (1966) : Charles Pether
  - Dreamscape (1984) : le président des États-Unis
- Trevor Howard dans :
  - Les Révoltés du Bounty (1962) : le capitaine Blight
  - Les Turbans rouges (1967) : capitaine Young
  - Ludwig : Le Crépuscule des dieux (1972) : Richard Wagner
- James Mason dans :
  - MI5 demande protection (1966) : Charles Dobbs
  - Les Quatre Mercenaires d'El Paso (1971) : Francisco Montero
  - De la part des copains (1970) : Ross
- Philip Bosco dans :
  - Un Détective à la dynamite (1968) : Fuller, le chef de gang
  - Working Girl (1988) : Oren Trask
  - Ombres et Brouillard (1991) : M. Paulsen
- Ned Beatty dans :
  - Juge et Hors-la-loi (1972) : Tector Crites
  - Les Bootleggers (1973) : le shérif J. C. Connors
  - Juste Cause (1995) : McNair
- Alberto Sordi dans : 
  - L'Argent de la vieille (1972) : Peppino
  - Tant qu'il y a de la guerre, il y a de l'espoir (1974) : Pietro Chiocca
  - Un bourgeois tout petit petit (1977) : Giovanni Vivaldi[n 3]
- Allan Rich dans :
  - Serpico (1973) : Herman Taubert
  - L'Emprise (1982) : Dr Walcott
  - Amistad (1998) : Juge Andrew Juttson
- Ernest Borgnine dans :
  - Un homme est passé (1954) : Coley Trimble
  - Volupté (1961) : Pete Stratton
- Jack Hawkins dans :
  - Ben-Hur (1959) : Quintus Arrius
  - L'Ange et le Démon (1970) : le juge Millington-Draper
- Simon Oakland dans :
  - Psychose (1960) : Dr Fred Richmond
  - Station 3 : Ultra Secret (1965) : Tasserly
- Anthony Quayle dans :
  - Les Canons de Navarone (1961) : Major Roy Franklin
  - Tout ce que vous avez toujours voulu savoir sur le sexe sans jamais oser le demander (1972) : le roi
- Mike Kellin dans :
  - Le Roi des imposteurs (1961) : Clifford Thompson
  - Meurtres sous contrôle (1976) : le commissaire
- Herbert Lom dans :
  - Le Trésor du lac d'argent (1962) : Cornel Brinkley
  - Dix Petits Nègres (1974) : Dr Armstrong
- Ricardo Montalbán dans :
  - Le Grand Duc et l'Héritière (1963) : le Duc Gaspard Dicluzeau
  - El Gringo (1968) : Ortega
- Ian Hendry dans :
  - L'Étrange Mort de Miss Gray (1963)  : l'inspecteur Birkett
  - L'Évasion du capitaine Schlütter (1970) : le commandant Perry
- Peter Lawford dans :
  - Buona sera Madame Campbell (1968) : Justin Young
  - Sel, Poivre et Dynamite (1968) : Christopher Pepper
- Clive Revill dans :
  - Les Souliers de saint Pierre (1968) : Vucovich
  - Mandat d'arrêt (1968) : Joseph
- Toshirō Mifune dans :
  - Le Jour le plus long du Japon (1968[n 4]) : le ministre Korechika Anami
  - Soleil rouge (1971) : Kuroda Jubie
- Pat Hingle dans :
  - Les Corrupteurs (1968) : Harry Mitchell
  - Shaft (2000) : le juge Dennis Bradford
- Gabriele Ferzetti dans :
  - Au service secret de Sa Majesté (1969) : Marc-Ange Draco
  - Les Dix Derniers Jours d'Hitler (1973) : le maréchal Wilhelm Keitel
- Peter Boyle dans :
  - Frankenstein Junior (1974) : le Monstre
  - À l'ombre de la haine (2001) : Buck Grotowski
- M. Emmet Walsh dans :
  - Nickelodeon (1976) : « Père » Logan
  - Bigfoot et les Henderson (1987) : George Henderson, Sr.
- Dom DeLuise dans :
  - Les Muppets, le film (1979) : Bernie, l'agent
  - Sacré Robin des Bois (1993) : Don Giovanni
- Martin Landau dans :
  - Tucker (1988) : Abe Karatz
  - City Hall (1996) : Juge Walter Stern
- Michael Constantine dans :
  - La Jurée (1996) : Juge Weitzel
  - Mariage à la grecque (2002) : Kostas « Gus » Portokalos
- 1935[n 5] : Les 39 Marches : Pr Jordan (Godfrey Tearle)
- 1940[n 6] : Le Dictateur : le maréchal Herring (Billy Gilbert)
- 1942[n 7] : Le Cygne noir : le capitaine Sir Henry Morgan (Laird Cregar)
- 1952 : Histoire de trois amours : Jacques, le trapéziste porteur (Ken Anderson)
- 1953 : Jules César : un citoyen romain aux côtés du charpentier (Lawrence Dobkin)
- 1954 : Le Beau Brummel : Midger (Peter Dyneley)
- 1954 : L'Émeraude tragique : Pierre Leonard (Paul Douglas)
- 1954 : Les Bolides de l'enfer : le motard (John McKee)
- 1954 : L'Appel de l'or : Jerome « Jerry » Russell (Richard Denning)
- 1954 : Les Gens de la nuit : le major Burns (Hugh McDermott)
- 1954 : Romance inachevée : général Arnold (Barton MacLane)
- 1955 : Graine de violence : Dr Bradley (Warner Anderson)
- 1956 : Marqué par la haine : le directeur de la maison de redressement de Rickers Island[Qui ?]
- 1956 : Diane de Poitiers : le capitaine (Charles Keane)
- 1956 : La Vie passionnée de Vincent van Gogh : l'inspecteur de police (Paul Bryar)
- 1956 : Le Faux Coupable : Daniel, le vrai coupable (Richard Robbins Daniel)
- 1956 : La Loi du Seigneur : Buster (Don Kennedy)
- 1956 : La première balle tue : Myron Spink (Louis Jean Heydt)
- 1957 : Le Carnaval des dieux : le capitaine Hillary (Wilton Graff)
- 1959 : Le Courrier de l'or : le réceptionniste du Palace Hotel (Rory Mallinson)
- 1959 : Ce monde à part : John Marshall Wharton (Otto Kruger)
- 1959 : Au risque de se perdre : le père André (Stephen Murray)
- 1960 : Spartacus : David (Harold J. Stone)
- 1960 : Le Voyeur : l'inspecteur-chef Gregg (Jack Watson)
- 1960 : Le Diabolique Docteur Mabuse : un reporter (Bruno W. Pantel)
- 1960 : Rewak le rebelle : Mago (Georges Ehling)
- 1960 : Le Diable dans la peau : Shad (Joseph Ruskin)
- 1960 : Austerlitz : Pierre Alexandre Forfait[Qui ?]
- 1961 : L'Arnaqueur : Bert Gordon (George C. Scott)
- 1961 : Le Dernier des Vikings : Harald (Cameron Mitchell)
- 1961 : La Ruée des Vikings : Garian (Joe Robinson)
- 1961 : Au péril de sa vie : le patient boiteux[Qui ?]
- 1961 : La Patrouille égarée : le soldat « Smugger » Smith (John Meillon)
- 1961 : Romulus et Rémus : Faustulus (Andrea Bosic)
- 1962 : Le Mercenaire : le conseiller Parisi (Alberto Lupo)
- 1962 : L'Homme qui aimait la guerre : l'officier Murka (Richard Leech)
- 1962 : Six Chevaux dans la plaine : Will Boone (George Wallace)
- 1962 : Tendre est la nuit : Tommy Barban (Cesare Danova)
- 1962 : Jules César, conquérant de la Gaule : un officier de la cavalerie romaine[Qui ?]
- 1962 : Fureur à l'ouest : le marshal Jim McDowell (James Philbrook)
- 1963 : Bons Baisers de Russie : le chauffeur de Kerim Bey (Neville Jason)
- 1963 : Docteur Folamour : le général Jack D. Ripper (Sterling Hayden)
- 1963 : Un monde fou, fou, fou, fou : Melville Crump (Sid Caesar)
- 1963 : La Dernière Bagarre : le major du bataillon (John Hubbard)
- 1964 : La Chute de l'Empire romain : Commode (Christopher Plummer)
- 1964 : Une ravissante idiote : le policier du parc (Raoul Saint-Yves)
- 1964 : Point limite : le colonel Cascio (Fritz Weaver)
- 1964 : L'Homme à tout faire : le badaud refusant de lancer les balles[Qui ?]
- 1964 : Et vint le jour de la vengeance : le père Estiban (Pierre Dux)
- 1964[n 8] : Le Masque de la mort rouge : Alfredo (Patrick Magee)
- 1965 : Adiós gringo : le shérif Saul Slaughter (Jesús Puente)
- 1965 : Aux postes de combat : Ben Munceford (Sidney Poitier)
- 1965 : Guerre secrète : Perego (Vittorio Gassman)
- 1965 : Le Cher Disparu : Harry Glenworthy (Jonathan Winters)
- 1965 : Super 7 appelle le Sphinx : Yussef (Anthony Gradwell)
- 1965 : Le Crâne maléfique : Pierre (Maurice Good)
- 1965 : Du suif dans l'Orient-Express : Igor (Gustav Knuth)
- 1966 : Alvarez Kelly : Alvarez Kelly (William Holden)
- 1966 : Du mou dans la gâchette : Jo Laguerre (Gastone Moschin)
- 1966 : Mes funérailles à Berlin : Werner (Wolfgang Volz)
- 1966 : Opération Opium : Max Lincoln (Trevor Howard)
- 1966 : Paradis hawaïen : M. Belden (John Doucette)
- 1966 : Dracula, prince des ténèbres : Alan Kent (Charles Tingwell)
- 1966 : Du sang dans la montagne : Ken Seagull (Nando Gazzolo)
- 1966 : Mission spéciale Lady Chaplin : Sir Hillary (Alfredo Mayo)
- 1966 : Qu'as-tu fait à la guerre, papa ? : le sergent Rizzo (Aldo Ray)
- 1966 : Les Centurions : l'officier de la police militaire (Walter Kelly)
- 1966 : Hawaï : le capitaine Janders (George Rose)
- 1966 : Raspoutine, le moine fou : Dr Boris Zargo (Richard Pasco)
- 1966 : Passeport pour l'oubli : le 1er agent (George Pravda)
- 1966 : La Fantastique Histoire vraie d'Eddie Chapman : Lt. George Daniels (Jacques Harden)
- 1966 : Un ange pour Satan : Guglielmo (Antonio Corevi)
- 1967 : Anguille sous roche : l'agent Traynor (John Crawford)
- 1967 : Ringo au pistolet d'or : le shérif Bill Norton (Ettore Manni)
- 1967 : La Nuit des généraux : le capitaine Engel (Gordon Jackson)
- 1967 : Minuit sur le grand canal : Mike Ballard (Roger C. Carmel)
- 1967 : Le Justicier de l'Arizona : Clay Sutton (Lyle Bettger)
- 1967 : Les Monstres de l'espace : le ministre (Edwin Richfield)
- 1967 : La Guerre des cerveaux : Norman E. Van Zandt (Richard Carlson)
- 1967 : Le Dernier Face à face : un pistolero[Qui ?]
- 1967 : Wanted : Marty Heywood (Germán Cobos)
- 1967 : Beaucoup trop pour un seul homme : Sergio Masini (Ugo Tognazzi)
- 1967 : Du mou dans la gâchette : Jo Laguerre (Gastone Moschin)
- 1967 : La Vingt-cinquième Heure : l'inspecteur Varga (Kenneth J. Warren)
- 1968 : Rosemary's Baby : Edward « Hutch » Hutschins (Maurice Evans)
- 1968 : La Brigade du diable : gén. Walter Naylor (Dana Andrews)
- 1968 : Danger : Diabolik ! : l'assistant de ministre (Renzo Palmer)
- 1968 : Le Détective : Curran (Ralph Meeker)
- 1968 : Le Grand Frisson : Mike Landsdown (Don Porter)
- 1968 : Le Grand Silence : Martin, l'adjoint de Pollicut (Mario Brega)
- 1968 : Le Salaire de la haine : le Duc (Robert Rice)
- 1969 : Z : Yago (Renato Salvatori)
- 1969 : Les Damnés : le premier officier de la Wehrmacht (Karl-Otto Alberty)
- 1969 : L'Arrangement : Dr Leibman (Harold Gould)
- 1969 : Les Naufragés de l'espace : Clayton Stone (James Franciscus)
- 1969 : Un amour de Coccinelle : M. Granitelli (Andy Granatelli)
- 1969 : Bob et Carole et Ted et Alice : Tim, le psychiatre (Donald F. Muhich)
- 1969 : La Bataille d'El Alamein : Sgt.Maj. Claudio Borri (Enrico Maria Salerno)
- 1969 : La Jeunesse du massacre : Luigi Càrrua (Enzo Liberti)
- 1970 : Le Secret de la planète des singes : Caspay (Jeff Corey)
- 1970 : L'Indien : Mike Lyons (Don Collier)
- 1970 : Le Cerveau d'acier : le secrétaire d'État (Byron Morrow)
- 1970 : Deux Hommes en fuite : MacConnachie (Robert Shaw)
- 1970 : La Dernière Grenade : le général Charles Whiteley (Richard Attenborough)
- 1970 : Le Soleil blanc du désert : Abdullah (Kakhi Kavsadze)
- 1971 : Les diamants sont éternels : Felix Leiter (Normann Burton)
- 1971 : Au nom du peuple italien : le père de Silvana (Gianfilippo Carcano)
- 1971 : Confession d'un commissaire de police au procureur de la république : Ferdinando Lomunno (Luciano Lorcas)
- 1971 : John McCabe : Butler (Hugh Millais (en))
- 1971 : Les Diables : le baron de Laubardemont (Dudley Sutton)
- 1971 : La Loi du milieu : Cliff Brumby (Bryan Mosley)
- 1971 : L'Assassinat de Trotsky : Roberto (Claudio Brook)
- 1971 : Le Décaméron : Tiguncio, un marchand[Qui ?]
- 1972 : Les flics ne dorment pas la nuit : Roy Fehler (Stacy Keach)
- 1972 : L'Aventure du Poséidon : le commissaire de bord (Byron Webster)
- 1972 : La Fureur de vaincre : l'inspecteur de police (Lo Wei) (1er doublage)
- 1972 : Abattoir 5 : Pr Rumfoord (John Dehner)
- 1972 : Un homme est mort : Anderson (Felice Orlandi)
- 1972 : La Clinique en folie : Dr Bernard Pinikhes (Paul Lambert)
- 1973 : L'Exorciste : Dr Taney (Robert Symonds) (1er doublage)
- 1973 : American Graffiti : M. Gordon (Scott Beach)
- 1973 : Terreur dans le Shanghaï express : Pr Alexander Saxton (Christopher Lee)
- 1973 : Rapt à l'italienne : le général (Lionel Stander)
- 1973 : Les anges mangent aussi des fayots : Angelo (Robert Middleton)
- 1973[n 9] : Le Caveau de la terreur : Fenton Breedley (Terence Alexander) et Landlord (Tommy Godfrey)
- 1973 : Police Connection : Eddie Ryan (Robert Duvall)
- 1973 : Odyssée sous la mer : Dr Norton Shepherd (Ed McGibbon)
- 1973 : Le Témoin à abattre : Rivalta (Mario Erpichini)
- 1974 : L'Île sur le toit du monde : Sir Anthony Ross (Donald Sinden)
- 1974 : Les Mains dans les poches : M. Bradshaw (Bill Van Sleet)
- 1974 : Plein la gueule : la voix-off de la prison,[Qui ?]
- 1974 : L'Énigme de Kaspar Hauser : le directeur du cirque (Willy Semmelrogge)
- 1974 : Mon nom est Trinita : Pr Max Laguerre (Franco Fantasia)
- 1975 : Les Trois Jours du Condor : le major (Jess Osuna)
- 1975 : Liquidez l'inspecteur Mitchell : James Martin Cummings (Martin Balsam)
- 1975 : La Trahison : Alexander Diakim (Bekim Fehmiu)
- 1975 : Lepke, le caïd : l'avocat de Louis[Qui ?]
- 1975 : Le Froussard héroïque : le comte Otto von Bismarck (Oliver Reed)
- 1975 : Mandingo : De Veve (Louis Turenne)
- 1976 : Les Hommes du président : John Newton Mitchell (John Randolph)
- 1976 : L'inspecteur ne renonce jamais : le lieutenant Dobbs (Will MacMillan)
- 1976 : Transamerica Express : le shérif Oliver Chauncey (Clifton James)
- 1976 : Le Voyage des damnés : Carl Rosen (Sam Wanamaker)
- 1976 : Les Mercenaires : l'opérateur devant le panneau de contrôle[Qui ?]
- 1976 : Cadavres exquis : le chef du PCI (Florestano Vancini)
- 1977 : Un espion de trop : Cnl. Vladimir Malchenko (Alan Badel)
- 1977 : Les Naufragés du 747 : Stan Buchek (Darren McGavin)
- 1977 : Le Bison blanc : Tom Custer (Ed Lauter)
- 1977 : L'Affaire Mori : le procureur Paterno (Massimo Mollica)
- 1977 : Le Prince et le Pauvre : le paysan (Sydney Bromley)
- 1977 : L'Île du docteur Moreau : le diseur de loi (Richard Basehart)
- 1978 : FIST : Mike Monahan (Richard Herd)
- 1978 : Damien : La Malédiction 2 : le professeur (Robert E. Ingham)
- 1978 : Morts suspectes : Dr Cowans (Tom Borut)
- 1978 : Sauvez le Neptune : l'amiral Barnes (Charles Cioffi)
- 1978 : La Grande Menace : voix du reporter dans le bulletin d'information[Qui ?]
- 1978 : Les Sept Cités d'Atlantis : le capitaine Briggs (Robert Brown)
- 1979 : Des nerfs d'acier : Big Lew Cassidy (George Kennedy)
- 1980 : Kagemusha, l'Ombre du guerrier : Sohachirō Tsuchiya (Jinpachi Nezu)
- 1980 : Des gens comme les autres : Dr Berger (Judd Hirsch)
- 1980 : Le Chaînon manquant : le gros con #2[Qui ?]
- 1980 : Le Chasseur : M. Bernardo (Al Ruscio)
- 1980 : Changement de saisons : Sam Bingham (Rod Colbin)
- 1980 : Virus : Dr Borodinov (Chris Wiggins)
- 1980 : La Guerre des abîmes : l'ambassadeur russe Antonov (Marvin Silbersher)
- 1980 : L'Impossible Témoin : Bobby Momisa (Thomas Hill)
- 1980 : Héros ou Salopards : le lieutenant-colonel Denny (Charles 'Bud' Tingwell)
- 1981 : Halloween 2 : Dr Sam Loomis (Donald Pleasence)
- 1981 : Les Bourlingueurs : Theo Brown (George Peppard)
- 1981 : Chicanos, chasseur de têtes : Carl J. Richards (Bert Remsen)
- 1981 : Le Choc des Titans : Poséidon, le dieu de la mer (Jack Gwillim)
- 1981 : Ragtime : le vice président Fairbanks (Thomas A. Carlin)
- 1981 : Réincarnations : le docteur (Joseph G. Medalis)
- 1981 : L'Homme de Prague : Rutledge (George Coe)
- 1981 : L'Arme à l'œil : un agent anglais[Qui ?]
- 1982 : The Thing : Blair (Wilford Brimley)
- 1982 : Poltergeist : Steve Freeling (Craig T. Nelson)
- 1982 : Victor Victoria : Labisse (Peter Arne)
- 1982 : Terreur à l'hôpital central : Vincent « Vinnie » Bradshaw (Harvey Atkin)
- 1982 : J'aurai ta peau : Charles « Charlie » Kalecki (Alan King)
- 1982 : Gandhi : l'officier chef des forces de police (Ian Bannen)
- 1982 : La Mort aux enchères : George Bynum (Josef Sommer)
- 1983 : Jamais plus jamais : Kovacs (Milow Kirek)
- 1983 : Wargames : John McKittrick (Dabney Coleman)
- 1983 : Le Dernier Testament : le chef de la police (Wayne Heffley)
- 1984 : Le Flic de Beverly Hills : le sergent Taggart (John Ashton)
- 1984 : La Route des Indes : le chef de la police McBride (Michael Culver)
- 1984 : Attention les dégâts ! : le colonel de police[Qui ?]
- 1984 : Les Muppets à Manhattan : un spectateur durant la cascade de Gonzo[Qui ?]
- 1985 :  Brazil : Dr Joffe (Jim Broadbent)
- 1985 : Police Academy 2 : Au boulot ! : Max Kirkland (Arthur Batanides)
- 1985 : Mask : Dr Rudinski (Ivan J. Rado)
- 1985 : D.A.R.Y.L. : Bull McKenzie (Hardy Rawls) (1er doublage) / Dr Jeffrey Stewart (Josef Sommer) (2e doublage)
- 1985 : Police fédérale, Los Angeles : Thomas Bateman (Robert Downey Sr.)
- 1985 : Chambre avec vue : M. Emerson (Denholm Elliott)
- 1985 : Baby : Le Secret de la légende oubliée : Dr Pierre Dubois (Edward Hardwicke)
- 1986 : Le Maître de guerre : le colonel Meyers (Richard Venture)
- 1986 : Top Gun : Tom « Stinger » Jordan (James Tolkan)
- 1986 : Nuit de noce chez les fantômes : Francis Abbot Sr. (Peter Vaughan)
- 1986 : Mosquito Coast : M. Polski (Dick O'Neill)
- 1986 : Deux Flics à Chicago : le prêtre (Bob Zrna)
- 1986 : Paiement cash : Jim O'Boyle (Lonny Chapman)
- 1986 : Le Droit de vivre : Dr Robin (Lawrence Pressman)
- 1986 : À fond la fac : Thornton Melon (Rodney Dangerfield)
- 1987 : Good Morning, Vietnam : le général Taylor (Noble Willingham)
- 1987 : La Folle Histoire de l'espace : le roi Roland (Dick Van Patten)
- 1987 : Tuer n'est pas jouer : le général Leonid Pushkin (John Rhys-Davies)
- 1987 : Pelle le Conquérant : le maître d'école (John Wittig)
- 1987 : Sens unique : le sénateur Duvall (Howard Duff)
- 1987 : Big Easy : Le Flic de mon cœur : Andie DeSoto (John Goodman)
- 1988 : Rain Man : Dr Bruner (Gerald R. Molen)
- 1989 : L'Arme fatale 2 : Arjen Rudd (Joss Ackland)
- 1989 : Quand Harry rencontre Sally : un mari du documentaire (Al Christy)
- 1989 : La Mouche 2 : Anton Bartok (Lee Richardson)
- 1989 : Valmont : le baron (T.P. McKenna)
- 1989 : Jacknife : Ed Buckman (Walter Massey)
- 1990 : Danse avec les loups : le major (Wayne Grace)
- 1990 : À la poursuite d'Octobre rouge : le contre-amiral Joshua Painter (Fred Thompson)
- 1990 : L'Échelle de Jacob : Louis (Danny Aiello)
- 1990 : Rosencrantz et Guildenstern sont morts : Polonius (Ian Richardson)
- 1991[n 10] : Robin des Bois, prince des voleurs : l'évêque de Hereford (Harold Innocent)
- 1991 : Beignets de tomates vertes : Percy, le procureur (Macon McCalman)
- 1991 : Les Indomptés : Don Giuseppe Masseria (Anthony Quinn) (1re version)
- 1991 : Lucky Luke : le maire (Buff Douthitt)
- 1991 : Chucky 3 : le colonel Cochrane (Dakin Matthews)
- 1992 : Reservoir Dogs : Joe Cabot (Lawrence Tierney)
- 1992 : La Loi de la nuit : Al Grossman (Jack Warden)
- 1992 : Article 99 : Pat Travis (Troy Evans)
- 1992 : Cœur de tonnerre : le supérieur de Ray au FBI[Qui ?]
- 1992 : Le Dernier des Mohicans : le colonel Edmund Munro (Maurice Roëves)
- 1993 : Last Action Hero : Claudius (Basil Sydney)
- 1993 : Fortress : le prisonnier claustrophobe (Alan Zitner)
- 1993 : Tombstone : le narrateur (Robert Mitchum)
- 1993 : Hot Shots! 2 : le sénateur Gray Edwards (Mitch Ryan)
- 1993 : La Maison aux esprits : le politicien (Dennys Hawthorne)
- 1993 : La Liste de Schindler : Rudolf Höss (Hans-Michael Rehberg)
- 1994 : Madame Doubtfire : le juge (Scott Beach)
- 1994 : Ace Ventura, détective chiens et chats : M. Finkle (Bill Zuckert)
- 1994 : Ed Wood : Ed Reynolds (Clive Rosengren)
- 1994 : Deux Doigts sur la gâchette : le chef Chavez (Richard C. Sarafian)
- 1994 : Léon : le réceptionniste (George Martin)
- 1994 : The Shadow : Wainwright Barth (Jonathan Winters)
- 1995 : Dolores Claiborne : le juge Howard (Roy Cooper)
- 1995 : La Dernière Marche : Hilton Barber (Robert Prosky)
- 1996 : Président ? Vous avez dit président ? : le journaliste TV (Edwin Newman)
- 1996 : Moll Flanders, ou les mémoires d'une courtisane : le père de l'artiste (Jeremy Brett)
- 1997 : Les Pleins Pouvoirs : Walter Sullivan (E. G. Marshall)
- 1998 : The Big Lebowski : Jeffrey Lebowski (David Huddleston)
- 1998 : Celebrity : le père de Tony (Sam Gray)
- 1998 : Mister G. : lui-même (Nino Cerruti)
- 1998 : Le Masque de Zorro : ? [Qui ?]
- 1999 : Jakob le menteur : Fajngold (Mark Margolis)
- 1999 : Magnolia : Earl Partridge (Jason Robards)
- 1999 : Une histoire vraie : Pete (Ed Grennan)
- 2001 : Un homme d'exception : le général du Pentagone (Jesse Doran)
- 2001 : Docteur Dolittle 2 : le gouverneur de Californie (Lawrence Pressman)
- 2001 : Lara Croft: Tomb Raider : le gentleman distingué (Richard Johnson)
- 2003 : Elfe : Santa (Edward Asner)
- 2007 : Outlaw : le père de cérémonie (Mike Burnside)

#### Films d'animation
- 1977 : Mathieu l'Astucieux : le narrateur, le vieux cavalier et un garde
- 1978 : Le Seigneur des anneaux : Boromir[n 11]
- 1986 : Le Château dans le ciel : Pépère
- 1993 : Poucelina : Roi Colbert
- 2001 : Joseph, le roi des rêves : Jacob

### Télévision

#### Téléfilms
- Alex Cord dans :
  - Les Douze Salopards : Mission Suicide (1987) : Dravko Demchuk
  - Les Douze Salopards : Mission fatale (1988) : Dravko Demchuk
- 1962[n 12] : Le Prince et le Pauvre : le comte d'Hertford (Laurence Naismith)
- 1968 : Ombre sur Elveron : le shérif Verne Drover (Leslie Nielsen)
- 1971 : La Dernière Chance : le sénateur Quincy George (Van Heflin)
- 1972 : Le Loup de la nuit : Dr Druten (John Beradino)
- 1972[n 13] : Un dangereux rendez-vous : C. C. Bryan (Pernell Roberts)
- 1972 : Un pigeon mort dans Beethovenstrasse : M. Novak (Alexander D'Arcy)
- 1973 : La Disparition : Bob Mitchell (Dabney Coleman)
- 1975 : The Kansas City Massacre : Ivers (Sandy Ward)
- 1985 : Le Crime de la loi : le juge Julius Sullivan (Andy Griffith)
- 1986 : Vengeance : Mordechai Samuels (Rod Steiger)
- 1987 : Les Roses rouges de l'espoir : Denton (Howard Duff)
- 1988 : Jack l'Éventreur : Sir William Gull (Ray McAnally)
- 1996 : Gotti : Bruce Cutler (Al Waxman)
- 2001 : Traque sans répit : Phelps (David Hemblen)
- 2005 : Au cœur de la forêt : Jack Green (Edward Asner)

#### Séries télévisées
- Fred Thompson dans :
  - New York, police judiciaire (2002-2007) : Arthur Branch
  - New York, unité spéciale (2003-2006) : Arthur Branch
  - New York, section criminelle (2005) : Arthur Branch
  - New York, cour de justice (2005-2006) : Arthur Branch
- 1965 : Perdus dans l'espace : Robot (Bob May)
- 1966 : Au coeur du temps : le narrateur
- 1967 : La Dynastie des Forsyte : Jo Forsyte (Kenneth More)
- Dans la série Columbo (1973, 1975 et 1999) :
  - Adrian Carsini (Donald Pleasence) (saison 3, épisode 2 : Quand le vin est tiré)
  - le capitaine Ortega (Jay Varela) (saison 5, épisode 2 : Immunité diplomatique)
  - le sergent Degarmo (Richard Riehle) (saison 13, épisode 3 : En grandes pompes)
- 1976 : Moi Claude empereur : Tibère (George Baker)
- 1977 : Le Parrain : Don Vito Corleone (Marlon Brando)
- 1980-1982 : Flamingo Road : le shérif Titus Semple (Howard Duff)
- Dans la série Starsky et Hutch (1980-1984) :
  - Manny (Milt Kogan) (saison 1, épisode 7 : Avis de mort)
  - Danner (Charles Macaulay) (saison 1, épisode 10 : L'Appât)
  - le professeur Jennings (John McLiam) (saison 1, épisode 22 : Condoléances)
  - Al Martin (Carl Weathers) (saison 2, épisode 11 : Cauchemar)
  - Joe Haymes (Herb Voland) (saison 2, épisode 15 : Esprit es-tu là ?)
  - Sterling (Biff McGuire) (saison 2, épisode 22 : Jungle, vous avez dit jungle ?)
  - le professeur Gage (Peter MacLean) (saison 3, épisode 18 : Le Professeur)
- 1981-1991 : Dallas : Clayton Farlow (Howard Keel)
- 1982 : Les Bleus et les Gris : Phineas Wade (David Doyle)
- 1983 : Le Souffle de la guerre : Winston Churchill (Howard Lang)
- 1984 : La Petite Maison dans la prairie : Nathan Lassister (James Karen) (le dernier épisode)
- 1986 : L'Agence tous risques : l'avocat Bennie Conway (Byrne Piven) (saison 5, épisode 1)
- 1987-2000 : Inspecteur Morse : l'inspecteur Morse (John Thaw)
- 1987 : À nous deux, Manhattan : Jonas Alexander (Walter Gotell)
- 1988-1995 : Dans la chaleur de la nuit : le chef William « Bill » Gillepsie (Carroll O'Connor)
- 1991 : Inspecteur Derrick : le directeur de la prison (Michael Gahr (de)) (épisode 204 : Le Cri)
- 1992 : Les Contes de la crypte : M. Hertz (Walter Gotell) (saison 4, épisode 13)
- 1993-1999 : Homicide : détective Stanley Bolander (Ned Beatty)
- 1993 : Arabesque : Baker Lawrence (Edward Winter) (saison 9, épisode 18)
- 1997-1999 : Dingue de toi : Burt Buchman (Louis Zorich)
- 2002 : Preuve à l'appui : Harry Macy (Carl Reiner[n 14]) (saison 1, épisode 19)
- 2007-2009 : Les Tudors : l'évêque Tunstall (Gordon Sterne[5])

#### Séries d'animation
- 1977 : Rémi sans famille : Driscoll
- 1981 : Ulysse 31 : Nérée
- 1983 : Les Mystérieuses Cités d'or : Pizarro
- 1991-1994 : La Légende de Prince Vaillant : le père de Vaillant et le roi Arthur
- 1999 : Sherlock Holmes au 22e siècle : le commissaire Grayson